# Torpedera Lauca
La Torpedera Lauca fue una torpedera que participó en la guerra civil chilena de 1891. Tenía como armamento 2 torpedos de botalón y 2 cañones de tiro rápido.

## Historia
Construida en Astilleros Yarrow of Poplar, isle of Dogs, río Támesis, Londres, Inglaterra, con el número de construcción 528. Fue enviada encajonada por partes y armada en Valparaíso. Su apariencia era característica por su proa de ariete y dos chimeneas colocadas en las bandas. En la Flotilla de Torpederas tenía el numeral 5. Dada de baja después de la Guerra Civil de 1891.6 años de servicio.

## Armamento
Eran 2 cañones de tiro rápido y 2 torpedos de botalón antes y después de la guerra civil chilena de 1891

## Resumen
Fue construida en los Yarrow Shipbuilders Limited,de Poplar, Inglaterra, con su número de construcción 528, es enviada encajonada en partes, Su característica era proa de ariete y dos chimeneas colocadas en las bandas, tenía el numeral 5, fue dada de baja después de la guerra civil chilena de 1891.

## Listado de Torpederas chilenas
Torpederas chilenas:
- Torpedera Vedette 1879-1893
- Torpedera Guacolda (1.º) 1879-1881 (Ex Alay, fue capturada a Perú)
- Torpedera Colo Colo 1880- 1885
- Torpedera Tucapel 1880-1891
- Torpedera Janequeo (2.º) 1881-1891

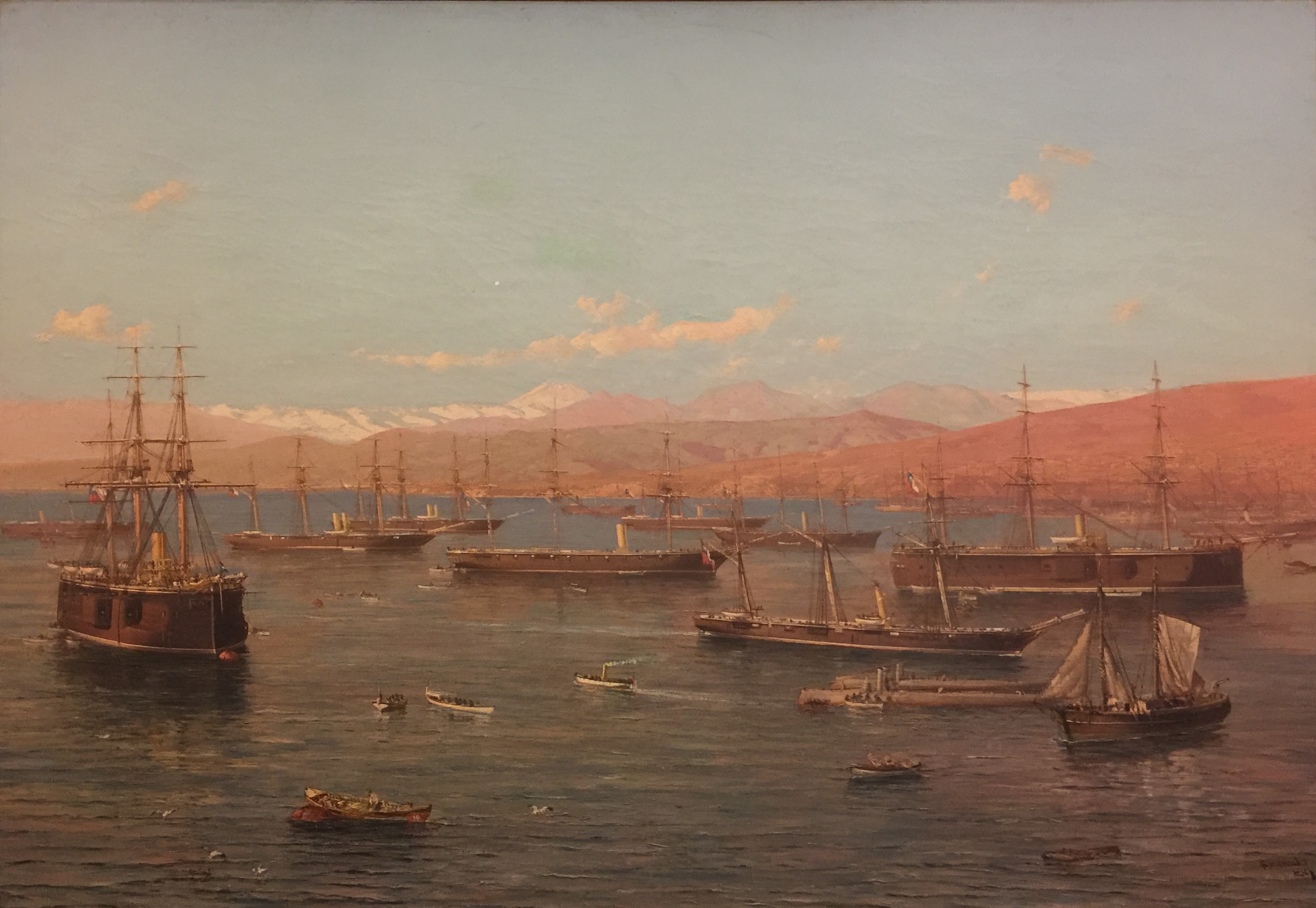
Escuadra naval chilena, en primer plano aparece el O'Higgns y a la proa, una lancha, se ve cerca a la Lauca

- Torpedera Lauca 1881-1891
- Torpedera Quidora 1881-1902
- Torpedera Tegualda 1881-1891
- Torpedera Guale 1881-1899
- Torpedera Fresia (1.º) 1882-1884
- Torpedera Rucumilla 1882-1902
- Torpedera Glaura 1882-1885
- Torpedera Fresia (2.º) 1882-1884
- Torpedera Guacolda (2.º) 1882-?
- Torpedera Aldea 1885-1920